# 普济亚克
普济亚克（法語：Pouzilhac，法語發音：[puzijak]）是法国加尔省的一个市镇，位于该省东部，属于尼姆区。

## 地理
普济亚克（44°2'28"N, 4°34'48"E）面积16.04 平方千米，位于法国奧克西塔尼大區加尔省，该省份为法国南部沿海省份，南端濒地中海，北起顺时针与阿尔代什省、沃克吕兹省、罗讷河口省、埃罗省、阿韦龙省和洛泽尔省接壤。
与普济亚克接壤的市镇（或旧市镇、城区）包括：拉卡佩勒和马斯莫莱讷、科诺、戈雅克、圣维克托拉科斯特、瓦利吉耶尔、圣保罗莱丰。

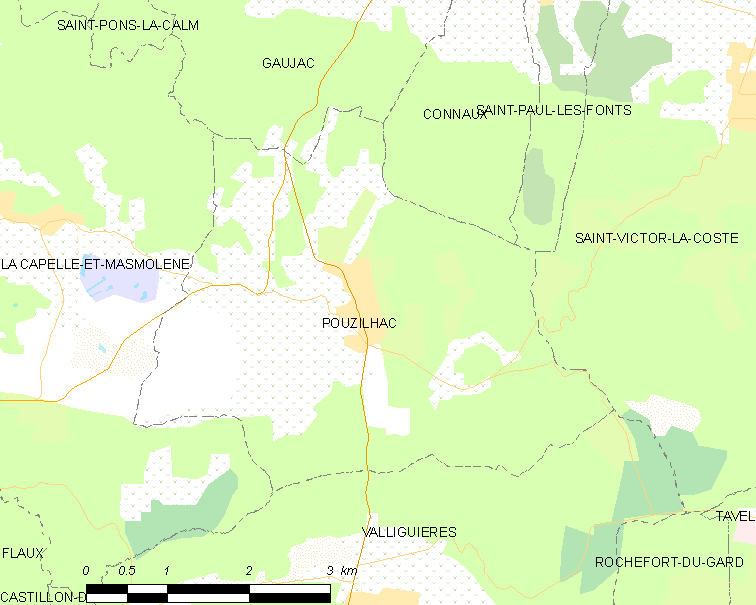
普济亚克的OSM定位图

普济亚克的时区为UTC+01:00、UTC+02:00（夏令时）。

## 行政
普济亚克的邮政编码为30210，INSEE市镇编码为30207。

## 政治
普济亚克所属的省级选区为勒代桑县。

## 人口

1962-2008年间普济亚克人口变化图示

普济亚克于2022年1月1日时的人口数量为750人。